# Asparagus saundersiae
Asparagus saundersiae là một loài thực vật có hoa trong họ Măng tây. Loài này được Baker mô tả khoa học đầu tiên năm 1889.